# Segretario generale del Commonwealth
Il segretario generale del Commonwealth (in inglese Commonwealth Secretary-General) è il capo del Segretariato del Commonwealth, l'organo centrale che dirige il Commonwealth delle nazioni sin dalla sua istituzione nel 1965. È responsabile della rappresentanza pubblica del Commonwealth.
Il Segretario generale del Commonwealth non deve essere confuso con il Capo del Commonwealth, che attualmente è Carlo III.

## Elenco dei segretari generali
| N° | Immagine                   | Segretario generale | Paese                | Inizio mandato | Fine mandato   | Note | Capo (Mandato)            |
| -- | -------------------------- | ------------------- | -------------------- | -------------- | -------------- | --- | ------------------------- |
| 1  |                            | Arnold Smith        | Canada               | 1º luglio 1965 | 30 giugno 1975 | Ambasciatore canadese in Egitto (1958–1961) Ambasciatore canadese in Unione Sovietica (1961–1963) | Elisabetta II (1952–2022) |
| 2  |                            | Shridath Ramphal    | Guyana               | 1º luglio 1975 | 30 giugno 1990 | Ministro degli affari esteri della Guyana (1972–1975) | Elisabetta II (1952–2022) |
| 3  |                            | Emeka Anyaoku       | Nigeria              | 1º luglio 1990 | 31 marzo 2000  | Vice segretario generale per gli affari politici (1977–1990) | Elisabetta II (1952–2022) |
| 4  |                            | Don McKinnon        | Nuova Zelanda        | 1º aprile 2000 | 31 marzo 2008  | Vice primo ministro della Nuova Zelanda (1990–1996) Ministro del commercio (1990–1996) Ministro degli affari esteri (1990–1999) | Elisabetta II (1952–2022) |
| 5  |                            | Kamalesh Sharma     | India                | 1º aprile 2008 | 31 marzo 2016  | Rappresentante permanente dell'India presso le Nazioni Unite (1997–2002) Alto commissario indiano presso il Regno Unito (2004–2008) | Elisabetta II (1952–2022) |
| 6  |                            | Patricia Scotland   | Dominica Regno Unito | 1º aprile 2016 | in carica      | Procuratore generale per l'Inghilterra, il Galles e l'Irlanda del Nord (2007–2010) Ministro di Stato (Ufficio dell'interno; 2003–2007) Segretario parlamentare del Regno Unito (Dipartimento del Lord cancelliere; 2001–2003) Sottosegretario di Stato parlamentare all'Ufficio degli esteri e del Commonwealth (1999–2001) Camera dei lord (1997–presente) |                           |
| 6  | Carlo III (2022–in carica) | Patricia Scotland   | Dominica Regno Unito | 1º aprile 2016 | in carica      | Procuratore generale per l'Inghilterra, il Galles e l'Irlanda del Nord (2007–2010) Ministro di Stato (Ufficio dell'interno; 2003–2007) Segretario parlamentare del Regno Unito (Dipartimento del Lord cancelliere; 2001–2003) Sottosegretario di Stato parlamentare all'Ufficio degli esteri e del Commonwealth (1999–2001) Camera dei lord (1997–presente) |                           |